# Unidad diésel múltiple

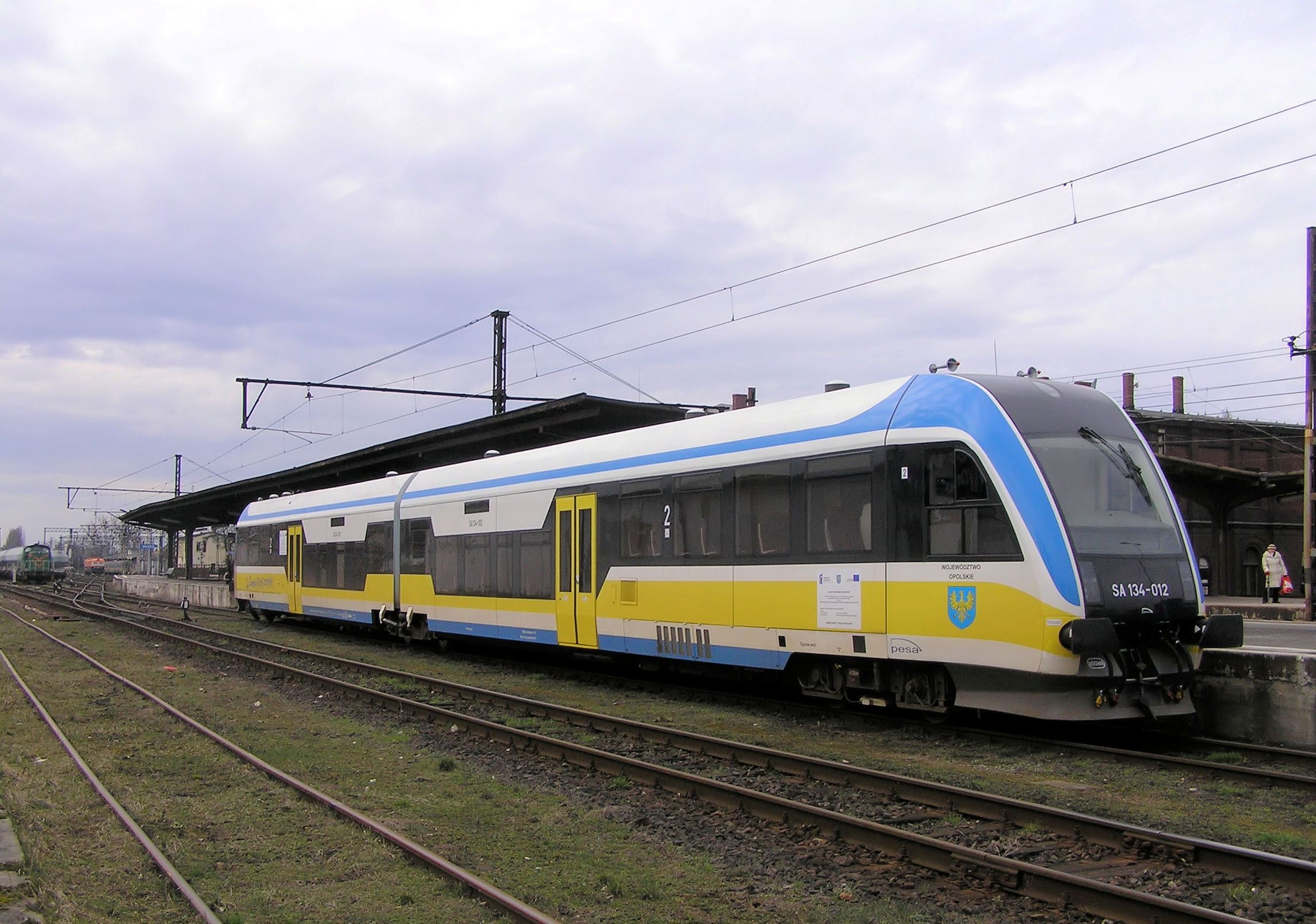
PESA modelo SA134 de Opole Voivodeship en Opole, Polonia

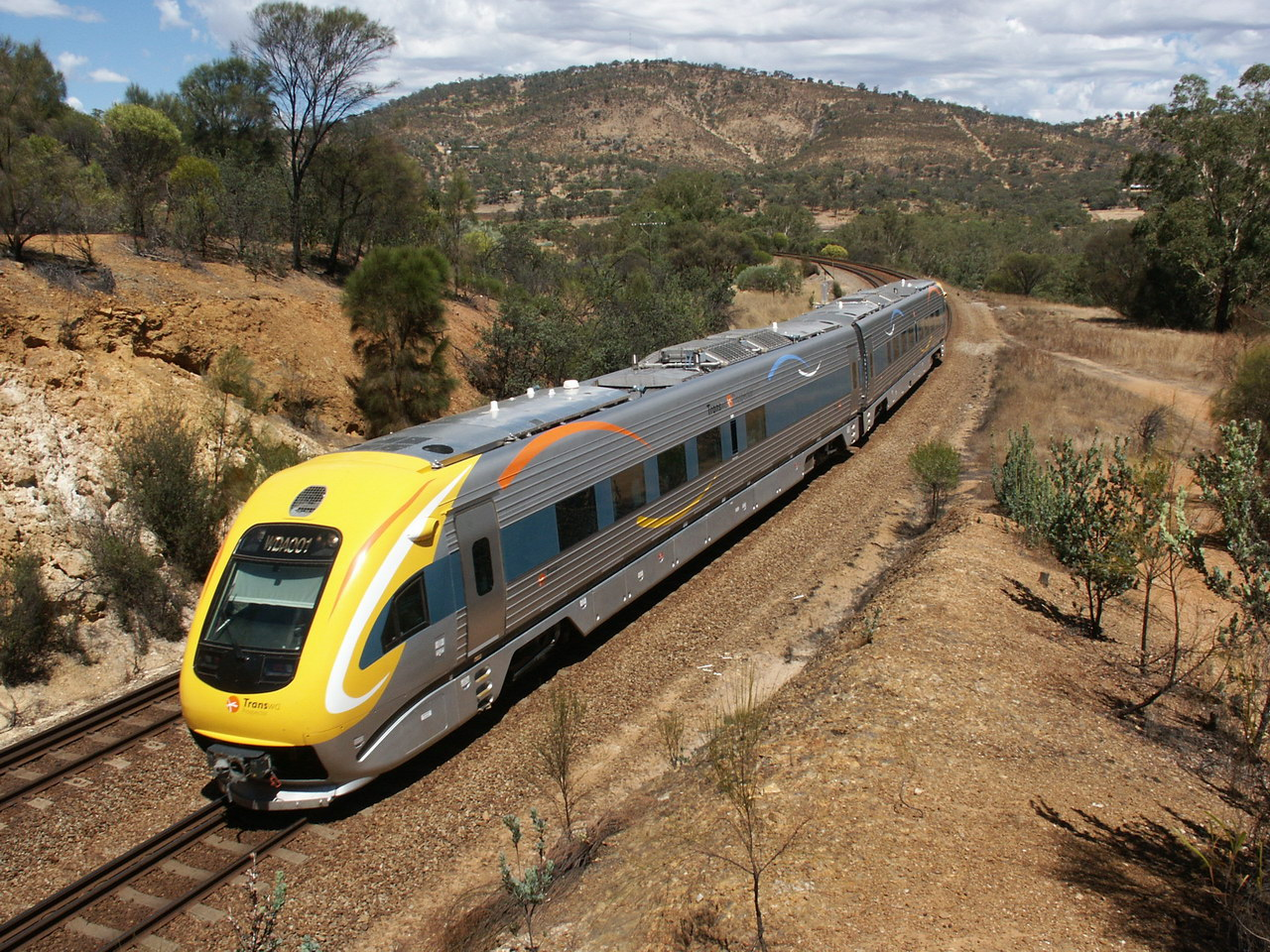
El Transwa Prospector, capaz de alcanzar 200km/h, otorgando servicio de pasajeros entre Perth y la pequeña ciudad de Kalgoorlie

Una Unidad múltiple diésel (DMU, en sus siglas inglés) es un tipo de tren de varias unidades formado por vagones autopropulsadas por uno o más motores diésel. Una DMU no requiere una locomotora separada, pues los motores diésel se incorporan a uno o más carros o coches. También pueden ser nombrados como coche de ferrocarril o railmotor, dependiendo del país.

## Diseño
El motor diésel puede estar situado por encima del bastidor en un compartimiento del motor o bajo el suelo. Los controles de conducción pueden encontrarse en ambos extremos, en un extremo, o ninguno.

## Tipología
Las DMU se clasifican generalmente por el método de transmisión de la fuerza motriz a las ruedas.

### Diésel-mecánico
En una unidad múltiple diésel-mecánica (DMMU) la energía de rotación del motor se transmite a través de una caja de cambios y el eje de transmisión directamente a las ruedas del tren, como en un coche. Las transmisiones se pueden desplazar manualmente por el conductor, como en la gran mayoría de la primera generación de los DMU de British Rail, pero la mayoría de las aplicaciones de engranajes se cambian automáticamente.

### Diésel-hidráulico
En una unidad múltiple diésel-hidráulica, un convertidor hidráulico, y un acoplamiento de fluido, actúan como medio de transmisión de la fuerza motriz del motor diésel para girar las ruedas. Algunas unidades cuentan con una mezcla híbrida de transmisiones hidráulicas y mecánicas, pero suelen volver a este último para imprimir una mayor velocidad de funcionamiento. En este tipo las revoluciones por minuto del motor disminuyen, y por lo tanto, el ruido.

### Diésel-eléctrico
En una unidad múltiple diésel-eléctrica (DEMU) un motor diésel acciona un generador eléctrico o un alternador que produce energía eléctrica. La corriente generada se alimenta entonces a motores de tracción eléctricos en las ruedas o bogies de la misma manera como lo hace una convencional locomotora diésel-eléctrico. 
En DEMU's modernas, como la familia Voyager de Bombardier Transportation, cada vehículo es totalmente autónomo y tiene motores con su propio motor diésel, y su generador eléctrico. En los diseños más antiguos, como la British Rail Class 207, algunos coches en la composición pueden ser totalmente sin alimentación o únicamente con motores eléctricos, la obtención de corriente eléctrica es a partir de otros coches que poseen un generador y el motor.

## Beneficios
Un tren compuesto con coches DMU permiten una capacidad de pasajeros adicional que otros sistemas. También permite ajustar la demanda en la capacidad de pasajeros, pues los carros se pueden dividir y unir en el trayecto. No es necesario que coincidan en la potencia disponible para el tamaño y el peso del tren; cada unidad es capaz de moverse a sí misma, así que si se agregan unidades, la potencia disponible para mover el tren se incrementará en la cantidad necesaria.
La distribución de la propulsión entre los coches también se traduce en un sistema que es menos vulnerable a los cortes o un solo punto de fallo. Muchas clases de DMU son capaces de operar con unidades defectuosas valiéndose de la propulsión que le otorgan los carros restantes. Debido a la naturaleza independiente de los motores diésel, no hay necesidad de construir líneas eléctricas aéreas o carriles electrificados, lo que puede resultar en menores costos de construcción del sistema.
Estas ventajas superan a menudo el ruido y la contaminación que pueden ser un problema para este tipo de tren.

## Las DMU a lo largo del mundo

### Alemania
La Flying Hamburguer de Alemania, introducida en 1933, fue la conexión ferroviaria más rápida del mundo. Su velocidad máxima era de 160 km/h (99 mph), y su velocidad media de 124 km/h (77 mph) en la vía entre Berlín y Hamburgo.

### Australia

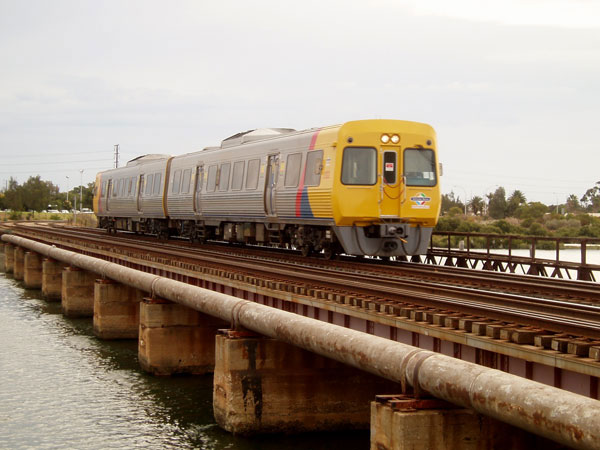
DEMU Serie 3100 de TransAdelaide operando en Adelaida (Australia).

Las DMU se introdujeron por primera vez a Australia a finales de mediados del siglo XX para su uso en líneas secundarias que no podían justificar un servicio de pasajeros tirado por grandes locomotoras.
En Australia operan VLocity, Xplorer, Prospector, Avonlink y Australind en los servicios nacionales de mediano y largo alcance.

### Costa Rica
Costa Rica cuenta con una red de ferrocarril que cubría de la Ciudad de Limón en el Caribe a la Ciudad de Puntarenas en el Pacífico, actualmente muy fragmentada.  En los últimos 20 años, ha adquirido algunas unidades autopropulsadas de segunda mano llamadas Apolo Serie 2400 de Renfe para sus servicios de transporte de pasajeros a ciudades cercanas a la capital.
En 2021, recibió 8 unidades autopropulsadas diesel (DMU) con capacidad de 372 pasajeros fabricadas por CRRC Sifang para reforzar los servicios interurbanos. En noviembre de 2022 se anunció la compra de otras 8 unidades al mismo proveedor para sustituir las unidades Apolo que ya están llegando al fin de su vida útil.

### Canadá
Canadá sigue en general los requisitos de amortiguación de resistencia similares a los EE. UU., pero los nuevos servicios son evaluados sobre una base caso por caso. Como resultado de ello se han utilizado varios tipos de DMU ligeros.

### Corea del Sur
La compañía Korail opera muchos DMU. El más famoso de ellos, el DHC (Diésel Hidraulic Car), que hizo su debut en los Juegos Olímpicos de Seúl de 1988, puede alcanzar velocidades de hasta 150 km/h (93 mph).

### Estados Unidos

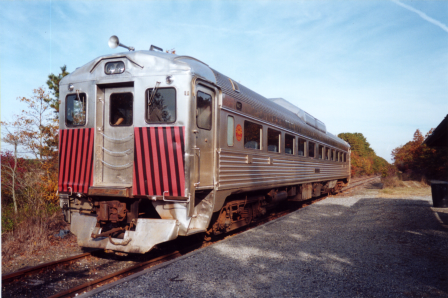
Un DMU construido por Budd Rail Diesel Car modelo RDC-1 #407 en Nueva Jersey.

En Estados Unidos sólo se permiten los sistemas FRA compatibles con los DMU en los corredores ferroviarios de mercancías. Esto se debe a que la Administración Federal de Ferrocarriles solicita una mayor fuerza de acoplamiento a diferencia de la regulación europea, además prohíbe efectivamente la utilización de DMU ligero de estilo europeo en el servicio interurbano ferroviario sobre las principales líneas ferroviarias de Estados Unidos. Esto ha restringido en gran medida el desarrollo de las DMU dentro de los EE. UU. ya que ningún otro país requiere de vehículos pesados compatibles con FRA y no existe un mercado de exportación para ellos.

### España
Todos los servicios regionales de viajeros en líneas no electrificadas, y en la mayoría de larga distancia, se realizan con DMU. Renfe los ha empleado de todos los tipos, siendo mayormente los de tracción diésel-hidráulica los que se utilizan hoy en día. Las series más modernas, como las 598 o 599 desarrolladas por CAF pueden alcanzar los 160km/h, y las ramas híbridas de Alta Velocidad construidas por Talgo, 180km/h cuando circulan en líneas no electrificadas, gracias a los generadores diésel-eléctricos.

### Indonesia
Los DMU de fabricación japonesa fueron introducidos en Indonesia en 1970, que sirvió en la primera línea DMU, también llamada Línea Kudaputih. Los DMU de fabricación indonesia (KRDI/Kereta Rel Diesel) se introdujeron en el 2000, fabricados por la industria de trenes de Indonesia (PT Industri Kereta Api) y ahora sirven en las líneas Surakarta-Yogyakarta o Prambanan Express, la Línea Sri Lelewangsa (Medan - Binjai), Línea Joglosemar (Semarang - Yogyakarta)y la Línea Surabaya.

### Italia

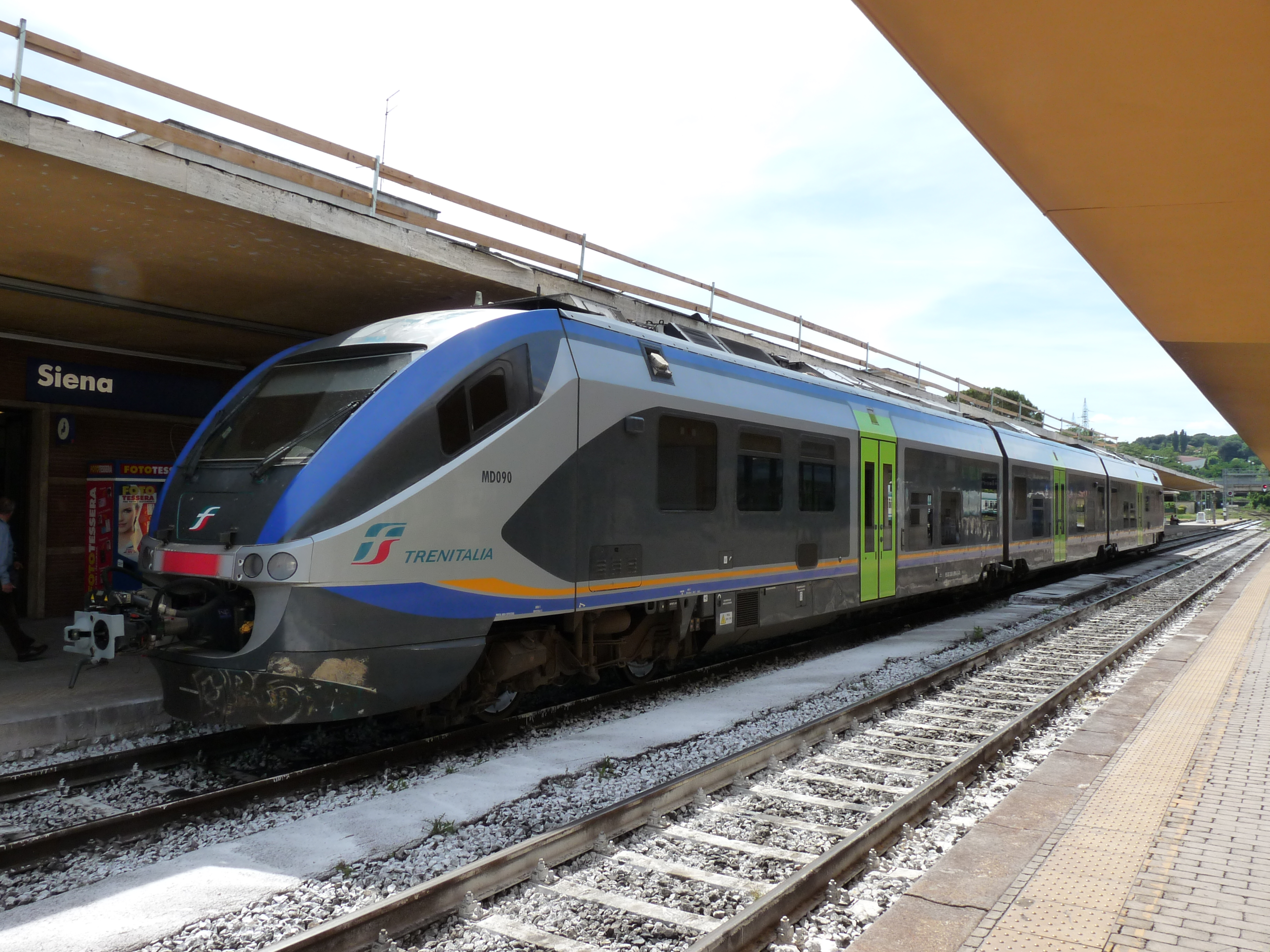
ALn501 Minuetto en la estación de Siena, 2018

Las unidades diésel múltiple se introdujeron en Italia alrededor de la década de 1930, cuando Fiat produjo la primera unidad de la serie ATR 100, un tren de composición fija innovador para la época, equipado con dos unidades de tracción extrema diésel y una unidad intermedia remolcada. Se siguen utilizando hoy en día.

### Japón

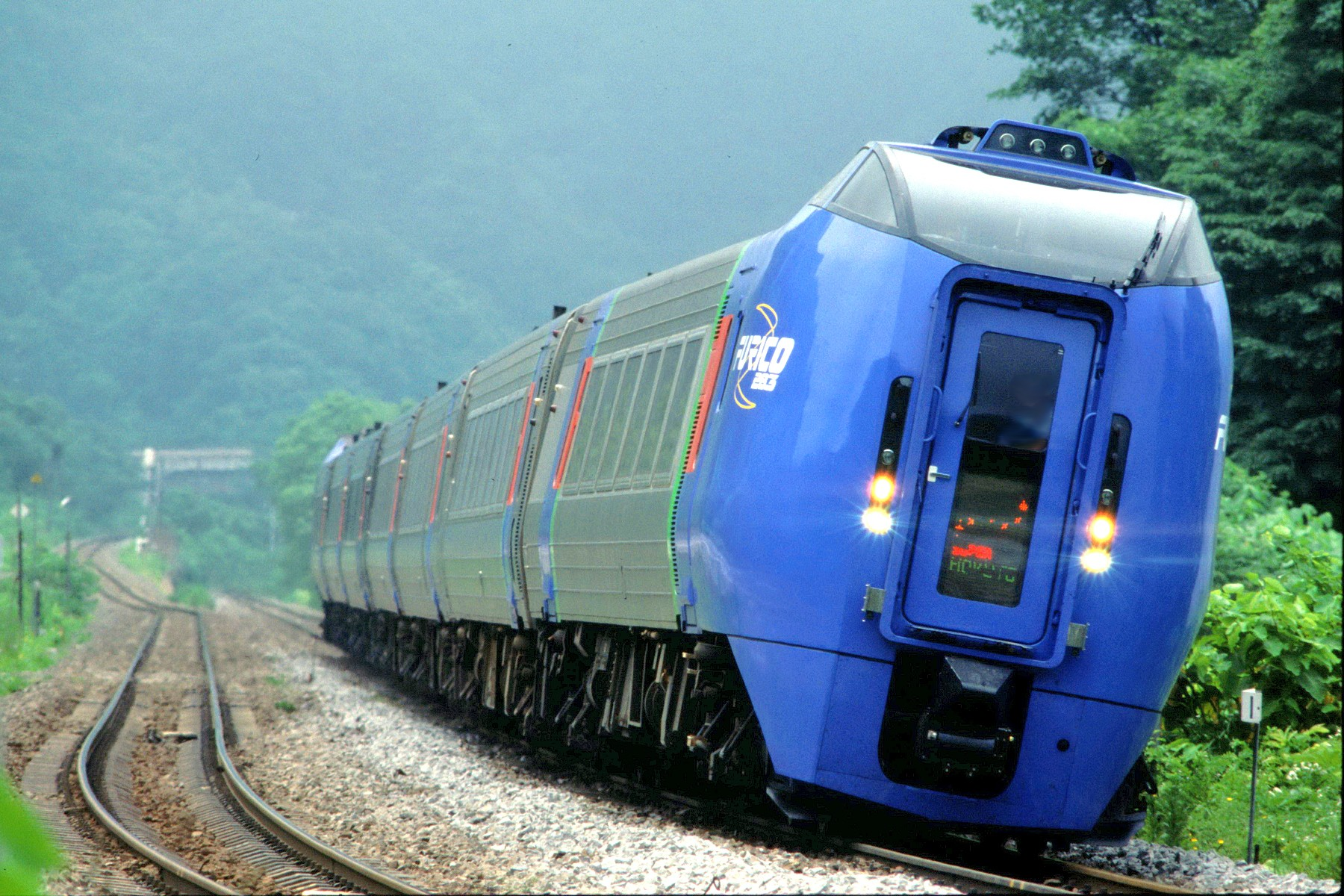
DMU basculante modelo KiHa 283 de JR Hokkaido en la Línea Principal de Hakodate

En Japón, donde operaron pequeños trenes impulsados a gasolina (en pequeñas líneas privadas) desde 1920, en 1937 el primer DMU simplificado llegó al servicio, la clase Kiha 43000 (43000キハ系).
El servicio de varios cientos y hasta miles de automotores de diésel y DMU comenzó en 1950 después de la mejora del suministro de combustible que había sido crítica durante la Segunda Guerra Mundial. La red ferroviaria japonesa, con excepción de los famosos Shinkansen contiene gran cantidad de DMUs, lo que ha logrado un gran avance en el desarrollo de su tecnología.

### Filipinas
El Southrail o la línea principal del Sur de los Ferrocarriles Nacionales de Filipinas, que viajan hacia el sur de la isla de Luzón es una de las líneas de ferrocarril más antiguas de Asia y en el mundo. Operan además DMU de Hyundai Rotem en el Metro de Manila.

### India
Los Ferrocarriles de la India operan DMU's en India. Sin embargo, la mayoría de los servicios más importantes, como el Rajdhani expreso y Shatabdi expreso son arrastrados por locomotoras.

### Reino Unido

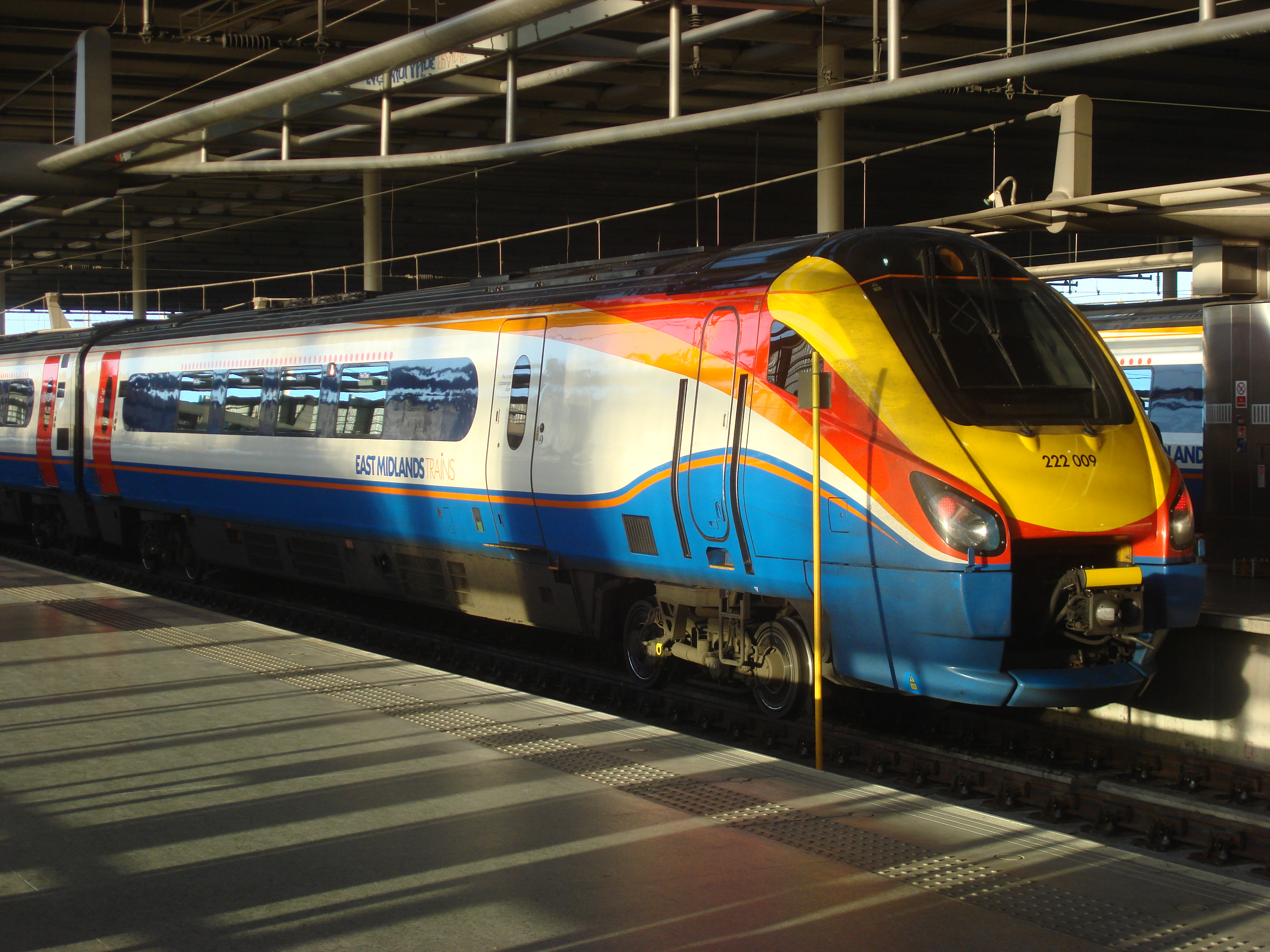
EMU 222009en la “Estación de St. Pancras”, Londres.

El primer uso importante de las DMU en el Reino Unido fue en el Gran Ferrocarril del Oeste, que introdujo una serie pequeña pero exitosa de automotores diésel-mecánicos tipo GWR en 1934, pero el desarrollo se redujo por la Segunda Guerra Mundial.
Después de la nacionalización, los ferrocarriles británicos revivieron el concepto a principios de 1950. En ese momento había una necesidad urgente de abandonar la tracción a vapor que llevó a muchos diseños experimentales con propulsión diésel. Los primeros DMU tuvieron éxito, y en 1955 el Plan de Modernización de la BR autorizó la construcción de una gran flota. La “primera generación” de estos DMU se construyeron entre 1956 y 1963, y algunos todavía están en servicio a partir de 2008. La mayoría eran diésel-mecánicos, pero algunos diseños tenían transmisiones hidráulicas (estos tuvieron generalmente menos éxito y se retiraron antes de los diésel-mecánicos).
En la década de 1990, el Gobierno británico, ordenó que los contratos para el diseño y la fabricación de nuevas locomotoras y el material rodante se dividirá entre numerosas empresas privadas, así como los talleres de BR se dividieron en diferentes regiones estableciendo diferentes especificaciones. El resultado fue una gran cantidad de diferentes modelos, por ejemplo: Unidades “Intercity”, que fueron construidas de manera más sustancial.
Gran parte de los DMU fueron construidos por los servicios expresos en las rutas secundarias importantes de Escocia, excepto por el corredor entre Edinburgo y Glasgow que se encuentra totalmente electrificado.  El gobierno escocés está en proceso de recuperación de los servicios ferroviarios que habían sido privatizados.
En 1960, los ferrocarriles británicos introdujeron sus servicios Pullman Demus de alta velocidad. Estos fueron pocos en número y con duración relativamente corta, pero que allanó el camino para que el modelo “InterCity 125” de British Rail tuviera gran éxito en unidades de Alta Velocidad, fueron construidos entre 1975 y 1982 para hacerse cargo de la mayoría de los servicios expresos principales en las rutas no electrificadas. Alcanzaron 125 mph (201 km/h) y funcionaron con un coche de potencia optimizada en cada extremo y (por lo general) de 7-9 coches remolque intermedios. Aunque originalmente fueron clasificados como Demus, fueron posteriormente reclasificados como locomotoras clase 43. Aún siguen teniendo un uso generalizado.

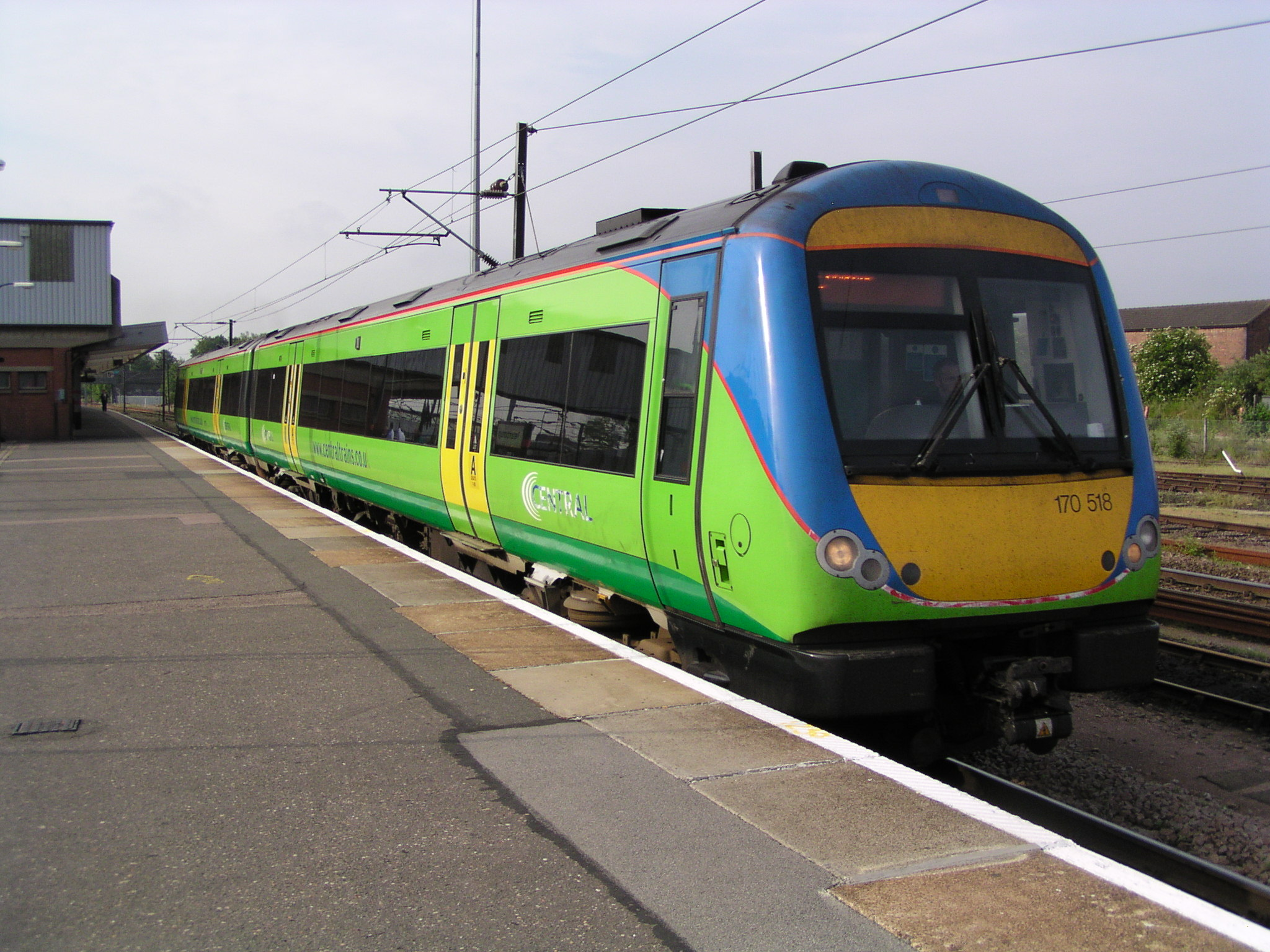
El exitoso modelo 170 fue el mejor DMU vendido de los últimos 10 años en el Reino Unido.

A principios de la década de 1980, muchas de las unidades de primera generación que sobrevivían ya estaban obsoletas, dando lugar a un aumento en los costos de mantenimiento, mala fiabilidad y una mala imagen pública del ferrocarril. Una solución provisional era convertir algunos servicios de transporte de vuelta a locomotora, pero esto también aumentaría los costos de operación. A partir de mediados de los 80, los ferrocarriles británicos se embarcaron en un ambicioso programa llamado  “Sprinterisation”, para sustituir la mayor parte de las DMU de primera generación y la creación de tres nuevas familias de DMU:
- Clase 140-144 Pacer, unidades diésel-mecánicos ligeros de muy bajo costo que utilizan chasis de 4 ruedas, diseñados para las líneas provinciales y servicios locales. Las unidades más antiguas han sido retiradas del servicio.
- Sprinter, una familia de DMU diésel-hidráulicas. Estos se dividieron en tres subgrupos, Clase 150 Sprinter (para el servicio suburbano), Clase 153/155/156 Super Sprinter (para servicio de larga distancia), y Clase 158/159 Express (para los servicios semi exprés).
- Unidades diésel-hidráulicas Networker, de Clase 165 (versión estándar de cercanías) y Clase 166 Express Network (para los servicios de cercanías de larga distancia). Estos se hicieron cargo de los servicios de cercanías no eléctricos restantes en Londres.

### Venezuela
En Venezuela, unidades diésel-eléctricas operaban en el trayecto Barquisimeto-Puerto Cabello; sin embargo, el servicio fue suspendido para pasajeros y ahora se limita al tramo Barquisimeto-Yaritagua; algunas unidades DMU recientemente fueron transferidas al estado Carabobo para operar en una nueva línea actualmente en Construcción y prestando un servicio pre-operativo de pruebas entre San Diego y Guacara.